# Neurosigma fraterna
Neurosigma fraterna är en fjärilsart som beskrevs av Moore 1897. Neurosigma fraterna ingår i släktet Neurosigma och familjen praktfjärilar. Inga underarter finns listade i Catalogue of Life.